# Lhohi
Lhohi é uma ilha desabitada do atol Dhaalu, nas Maldivas. Tem 23 km de leste a oeste e 38 km ao norte e a sul. De um total de 56 ilhas, sete das ilhas são habitadas, com uma população de 6694 pessoas.  